# Kegare
Kegare (穢れ?) es un término dentro del sintoísmo, considerado como un tabú y se podría definir como una condición malvada o poluta, y es un concepto opuesto a la pureza.
Se difere del tsumi porque el kegare es el resultado de fenómenos ocurridos en forma natural, mientras que el tsumi es el resultado de la conducta humana. Se cree que cuando esta polución se adhiere al individuo, trae calamidades y desdicha a la sociedad.
A través del rito del misogi (ablución) el kegare es purificado, pero las personas que introducen polución a un espacio sagrado es considerado como tsumi y se requiere hacer un rito de harae (purificación).
En el Jingiryō existen disposiciones sobre la purificación y tabúes relativos al luto, visita a los enfermos, comer carne, pena de muerte, penas determinantes y poluciones malignas, conocidas colectivamente como las «seis formas de tabú».